# Compressió d'espín
La compressió d'espín és un procés quàntic que disminueix la variància d'un dels components del moment angular en un conjunt de partícules amb un espín. Els estats quàntics obtinguts s'anomenen estats d'espin espremut. Aquests estats s'han proposat per a la metrologia quàntica, per permetre una millor precisió per estimar un angle de rotació que els interferòmetres clàssics.

## Definició matemàtica
Els estats comprimits d'espín per a un conjunt d'espins s'han definit de manera anàloga als estats d'espremut d'un mode bosònic. Per a qualsevol estat quàntic (no necessàriament un estat pur), siguem {\displaystyle z} sigui la direcció del seu espín mitjà, de manera que {\displaystyle \langle J_{x}\rangle =\langle J_{y}\rangle =0}. Per la relació d'incertesa de Heisenberg, {\displaystyle (\Delta J_{x})^{2}(\Delta J_{y})^{2}\geqslant {\frac {1}{4}}|\langle J_{z}\rangle |^{2},} on {\displaystyle J_{l}} són els components del moment angular col·lectiu definits com {\displaystyle J_{l}=\sum _{n}j_{l}^{(n)},} i {\displaystyle j_{l}^{(n)}} són els components del moment angular de partícula única.
Nosaltres diem que l'estat està comprimit en el {\displaystyle x} -direcció, si la variància de la {\displaystyle x} -component és més petit que l'arrel quadrada del costat dret de la desigualtat anterior {\displaystyle (\Delta J_{x})^{2}<{\frac {1}{2}}|\langle J_{z}\rangle |.} Una definició diferent es basava en l'ús d'estats amb una variància de spin reduïda per a la metrologia.

## Relacions amb l'entrellat quàntic
Es pot demostrar que els estats d'espín espremut estan entrellaçats a partir de mesurar la longitud de l'espín i la variància de l'espín en una direcció ortogonal. Anem a definir el paràmetre de comprimit d'espín
{\displaystyle \xi _{\rm {s}}^{2}=N{\frac {(\Delta J_{x})^{2}}{|\langle J_{z}\rangle |^{2}}}}
on {\displaystyle N} és el nombre de spin- {\displaystyle 1/2} partícules del conjunt. Aleshores, si {\displaystyle \xi _{\rm {s}}^{2}} és més petit que {\displaystyle 1} llavors l'estat s'embolica. També s'ha demostrat que es necessita un nivell cada cop més alt d'entrellaçament multipartit per aconseguir un grau cada cop més gran d'espremement de spin.

## Experiments amb conjunts atòmics
S'han realitzat experiments amb conjunts atòmics freds o fins i tot a temperatura ambient. En aquest cas, els àtoms no interactuen entre ells. Per tant, per enredar-los, els fan interactuar amb la llum que després es mesura. A 20 En aquest sistema s'ha obtingut una compressió d'espín dB (100 vegades). Per enredar els dos conjunts s'ha utilitzat la compressió simultània de dos conjunts, que interactuen amb el mateix camp de llum. Es pot millorar la compressió d'espín mitjançant l'ús de cavitats.
També s'han realitzat experiments amb gas fred amb condensats de Bose-Einstein (BEC). En aquest cas, la compressió d'espín es deu a la interacció entre els àtoms.
La majoria dels experiments s'han dut a terme utilitzant només dos estats interns de les partícules, per tant, efectivament amb {\displaystyle 1/2} partícules. També hi ha experiments que tenen com a objectiu la compressió d'espín amb partícules d'un espín superior. També s'ha creat la compressió d'espín d'electrons nuclears dins dels àtoms, en lloc de la compressió interatòmica, en els gasos a temperatura ambient.